# Le Pin-au-Haras
Le Pin-au-Haras ([lə pɛ̃ o aʁa] ⓘ) ist eine französische Gemeinde mit 253 Einwohnern (Stand: 1. Januar 2022) im Département Orne in der Region Normandie (vor 2016 Basse-Normandie). Sie gehört zum Arrondissement Argentan und ist Mitglied im Gemeindeverband Terres d’Argentan Interco. Die Einwohner werden Pinois und Pinoises genannt.

## Geografie

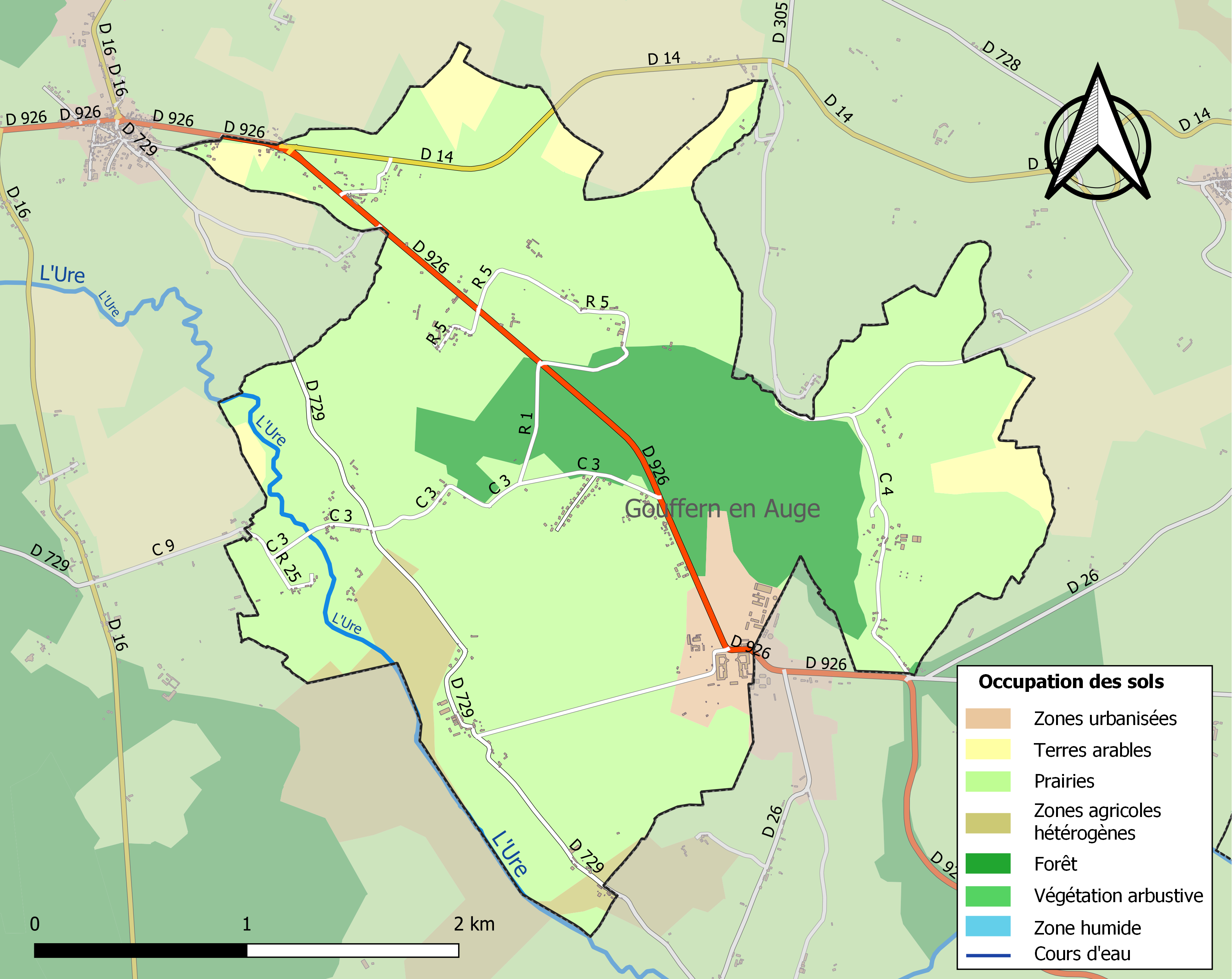
Bodennutzung, Hydrografie und Infrastruktur der Gemeinde (2018)

Le Pin-au-Haras liegt im Süden der Région naturelle Pays d’Auge, etwa 12 Kilometer östlich von Argentan und etwa 35 Kilometer nordnordöstlich von Alençon. Die Ure, ein Nebenfluss der Orne, verläuft an der südwestlichen Gemeindegrenze. Le Pin-au-Haras wird außerdem vom Ruisseau des Étangs de Chagny und vom Ruisseau du Pont de Barges entwässert. Das Zentrum liegt auf einer Höhe von etwa 235 m auf einer Hochebene mit einer maximalen Erhebung von 248 m nordöstlich des Zentrums.
Teile des Gebiets von Le Pin-au-Haras gehören zum Natura 2000-Schutzgebiet „Bocages et vergers du sud Pays d’Auge“ (FR2502014).
81 % der Fläche der Gemeinde werden landwirtschaftlich, hauptsächlich als Grünland genutzt, auf künstliche, nicht landwirtschaftliche Grünflächen entfallen rund 3 %, rund 16 % sind bewaldet, insbesondere durch den Staatsforst Forêt Domaniale du Pin-au-Haras (Stand: 2018).
Le Pin-au-Haras wird vollständig von der Nachbargemeinde Gouffern en Auge umgeben.

## Toponymie und Geschichte
Der Name des Ortes ist in der Form Pinus im Jahr 1373 bezeugt. Er ist mit der Anspielung auf der Anwesenheit von Kiefern (französisch Pins) verbunden. Der Namenszusatz au-Haras bezieht sich auf das Nationalgestüt Haras national du Pin.
Im Jahre 1822 wurden die Gemeinden Chagny, Courgeron und Vieux-Uron eingegliedert.

## Bevölkerungsentwicklung
| Le Pin-au-Haras: Einwohnerzahlen von 1793 bis 2020                                                                         | Le Pin-au-Haras: Einwohnerzahlen von 1793 bis 2020 | Le Pin-au-Haras: Einwohnerzahlen von 1793 bis 2020 | Le Pin-au-Haras: Einwohnerzahlen von 1793 bis 2020 | Le Pin-au-Haras: Einwohnerzahlen von 1793 bis 2020 |
| --- | -------------------------------------------------- | -------------------------------------------------- | -------------------------------------------------- | -------------------------------------------------- |
| Jahr |                                                    |                                                    |                                                    | Einwohner                                          |
| 1793 | 1793                                               |                                                    | 181                                                | 181                                                |
| 1800 | 1800                                               |                                                    | 168                                                | 168                                                |
| 1806 | 1806                                               |                                                    | 149                                                | 149                                                |
| 1821 | 1821                                               |                                                    | 218                                                | 218                                                |
| 1836 | 1836                                               |                                                    | 411                                                | 411                                                |
| 1841 | 1841                                               |                                                    | 440                                                | 440                                                |
| 1846 | 1846                                               |                                                    | 439                                                | 439                                                |
| 1851 | 1851                                               |                                                    | 482                                                | 482                                                |
| 1856 | 1856                                               |                                                    | 428                                                | 428                                                |
| 1861 | 1861                                               |                                                    | 413                                                | 413                                                |
| 1866 | 1866                                               |                                                    | 420                                                | 420                                                |
| 1872 | 1872                                               |                                                    | 393                                                | 393                                                |
| 1876 | 1876                                               |                                                    | 449                                                | 449                                                |
| 1881 | 1881                                               |                                                    | 454                                                | 454                                                |
| 1886 | 1886                                               |                                                    | 495                                                | 495                                                |
| 1891 | 1891                                               |                                                    | 447                                                | 447                                                |
| 1896 | 1896                                               |                                                    | 498                                                | 498                                                |
| 1901 | 1901                                               |                                                    | 500                                                | 500                                                |
| 1906 | 1906                                               |                                                    | 576                                                | 576                                                |
| 1911 | 1911                                               |                                                    | 555                                                | 555                                                |
| 1921 | 1921                                               |                                                    | 494                                                | 494                                                |
| 1926 | 1926                                               |                                                    | 516                                                | 516                                                |
| 1931 | 1931                                               |                                                    | 522                                                | 522                                                |
| 1936 | 1936                                               |                                                    | 514                                                | 514                                                |
| 1946 | 1946                                               |                                                    | 540                                                | 540                                                |
| 1954 | 1954                                               |                                                    | 528                                                | 528                                                |
| 1962 | 1962                                               |                                                    | 462                                                | 462                                                |
| 1968 | 1968                                               |                                                    | 443                                                | 443                                                |
| 1975 | 1975                                               |                                                    | 415                                                | 415                                                |
| 1982 | 1982                                               |                                                    | 440                                                | 440                                                |
| 1990 | 1990                                               |                                                    | 415                                                | 415                                                |
| 1999 | 1999                                               |                                                    | 366                                                | 366                                                |
| 2006 | 2006                                               |                                                    | 360                                                | 360                                                |
| 2013 | 2013                                               |                                                    | 301                                                | 301                                                |
| 2020 | 2020                                               |                                                    | 266                                                | 266                                                |
| Quelle(n): EHESS/Cassini bis 1999, INSEE ab 2006 Anmerkung(en): Ab 1962 offizielle Zahlen ohne Einwohner mit Zweitwohnsitz |                                                    |                                                    |                                                    |                                                    |

## Sehenswürdigkeiten
- Kirche Notre-Dame-de-l’Assomption aus dem 19. Jahrhundert
- Pfarrkirche Saint-Ouen in Vieux-Pin, 1779 errichtet
- Pfarrhaus von Vieux-Pin aus dem 17. Jahrhundert, seit 1948 als Monument historique eingeschrieben
- Schloss von Haras mit dem Nationalgestüt Le Pin, seit 1948 in Teilen als Monument historique eingeschrieben, seit 1949 in weiteren Teilen klassifiziert, seit 1995 in weiteren Teilen eingeschrieben
- Herrenhaus in Chagny aus dem ausgehenden 16. Jahrhundert
- Herrenhaus in Le Château de Courgeron aus dem ausgehenden 19. Jahrhundert auf Basis von Elementen früherer Jahrhunderte (Turm, Pavillon, Nebengebäude)

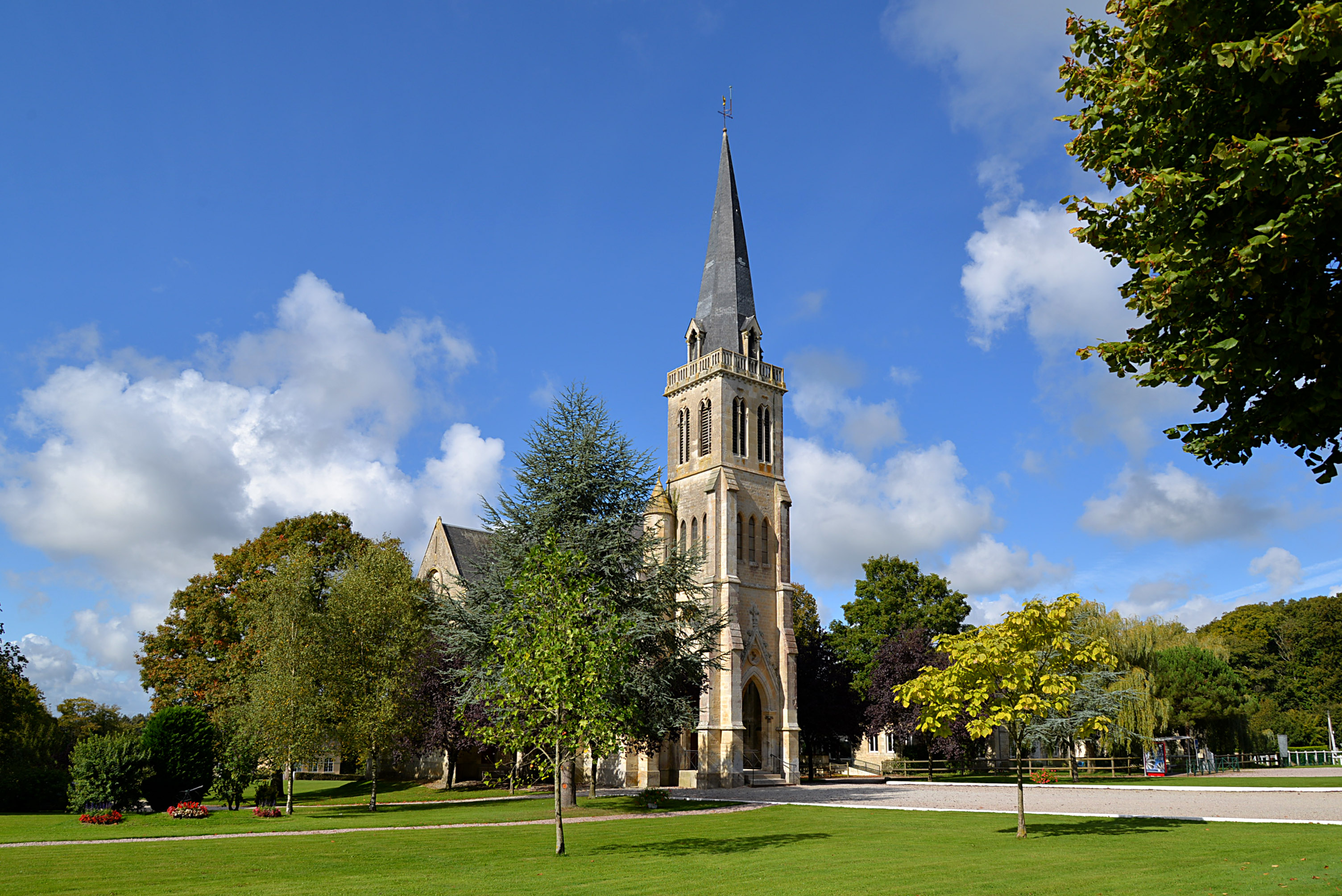
Kirche Notre-Dame-de-l’Assomption
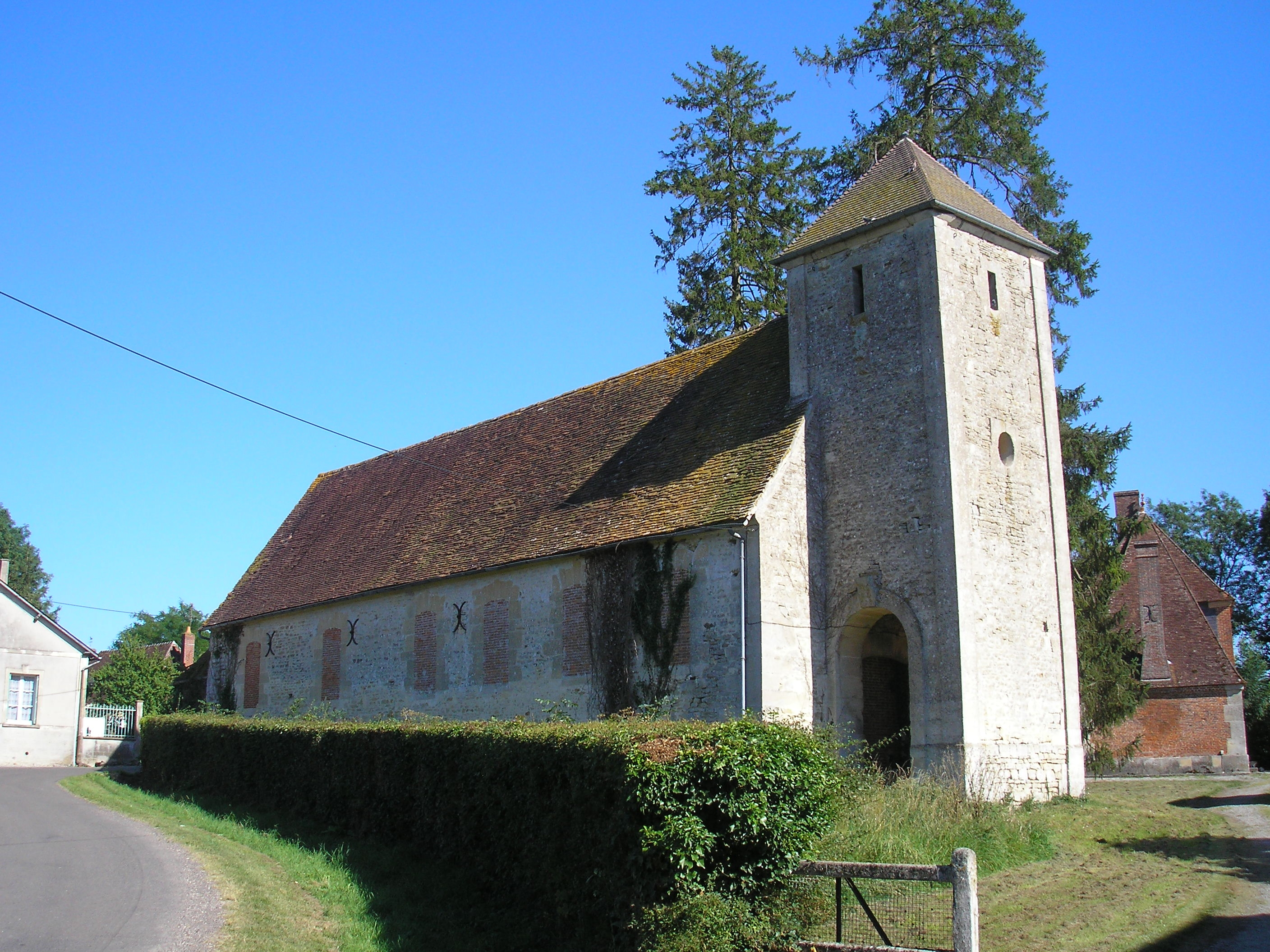
Pfarrkirche Saint-Ouen
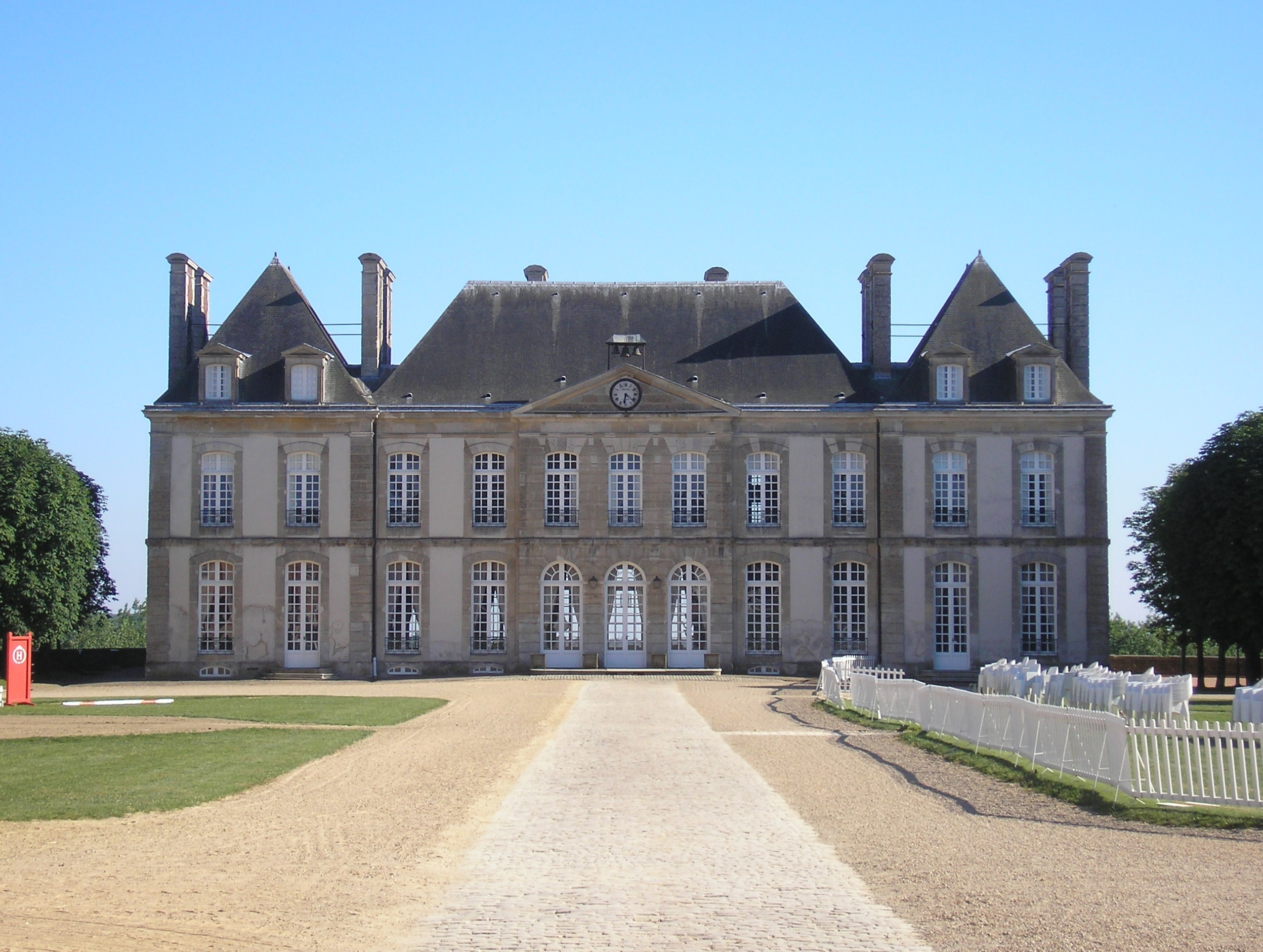
Schloss von Haras

## Haras national du Pin

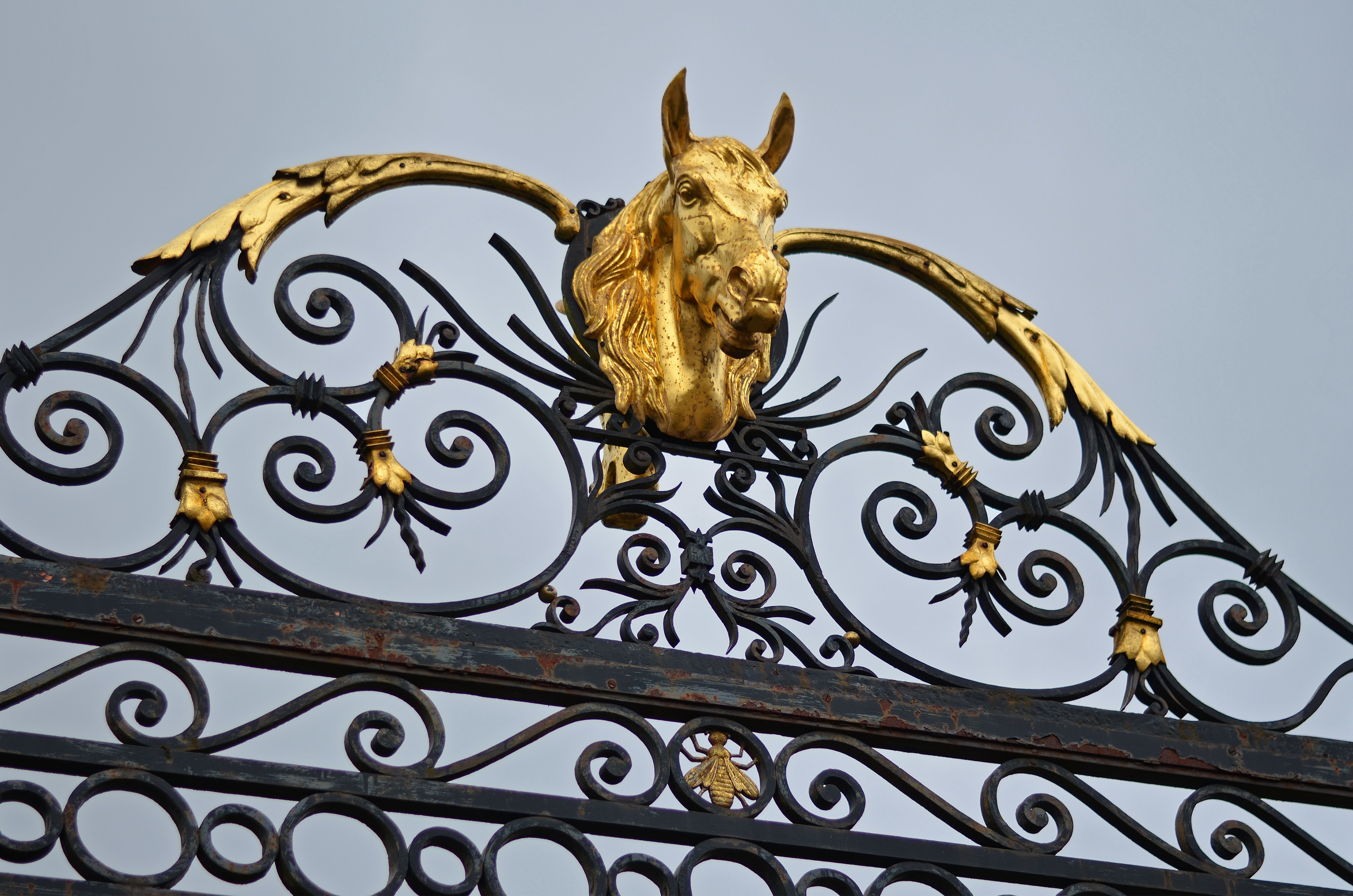
Eingangstor Haras du Pin

Das Nationalgestüt Le Pin ist das älteste der französischen Staatsgestüte. Seit dem Ende des Mittelalters gab es in den nahe gelegenen Ortschaften Sainte-Barbe und Exmes Gestüte. Die Domaine du Pin erstreckte sich über mehr als 1000  Hektar. Die heutigen Gebäude (Ställe und Schloss) wurden ab 1715 unter Ludwig XV. gebaut und die ersten Hengste kamen 1717 an. Im Zuge der Französischen Revolution wurde am 27. Januar 1790 über die Zerstörung des Gestüts abgestimmt, der es nur jedoch entging, da die Nationalversammlung stattdessen beschloss, ein Hengstdepot einzurichten.
Um 1810, im Kaiserreich wurde unter Napoleon I. die Zucht erneut aufgenommen. Das Gestüt gewann an Bedeutung und es standen dort fast 70 Hengste.
Im 19. Jahrhundert spielte der Haras du Pin eine wichtige Rolle in der Pferdezucht in Frankreich. Es wurden englische Vollblüter eingeführt, der französische Traber herausgezüchtet und Rennpferde gezogen.
Das Gestüt wurde 1871 von den Preußen und von Juni 1940 bis Juni 1941 vom Dritten Reich besetzt. Obwohl es sich in der Nähe von Falaise, mitten in der Schlacht um die Normandie befand, nahm es dabei keinen Schaden.

## Verkehr
Die Departementsstraße D 926, die ehemalige Route nationale 26 von Verneuil-sur-Avre nach Argentan, durchquert das Gemeindegebiet von Südost nach Nordwest.

## Persönlichkeiten
- René Brô (bürgerlich: René Brault, 1930–1986), französischer Maler, verstorben in Le Pin-au-Haras